# Christian Wulff
Christian Wulff (Osnabrück, 19 giugno 1959) è un avvocato e politico tedesco, presidente federale della Germania dal 30 giugno 2010 al 17 febbraio 2012.

## Biografia

### Formazione e carriera
Dopo aver conseguito l'Abitur, ha completato gli studi superiori di diritto presso l'Università di Osnabrück dal 1980 al 1986. Un anno dopo ha sostenuto il primo esame statale di giurisprudenza, superando il secondo nel 1990.
Da allora è avvocato presso lo studio "Dr Funk, Prof. Dr. Tenfelde und Partner" di Osnabrück, ma è in ferie a causa del suo impegno politico.

### Vita privata
Christian Wulff incontrò la sua prima moglie, l'avvocato Christiane Wulff (nata nel 1959) quando erano entrambi studenti a Osnabrück nel 1983; si sposarono nel marzo 1988 ed hanno una figlia, Annalena, nata nel 1993. Nel giugno 2006 Wulff annunciò che avrebbe divorziato dalla moglie, e si sposò successivamente il 21 marzo 2008 con un'assistente del suo ufficio, Bettina Körner (nata nel 1973 ad Hannover). Bettina aveva già un figlio da una precedente relazione; il 12 maggio 2008 la coppia ha dato alla luce il loro primo figlio. Nel gennaio 2013 è stata resa nota la separazione della coppia.

## Carriera politica

### Ministro presidente della Bassa Sassonia
Appartenente all'Unione Cristiano-Democratica (CDU), dal 4 marzo 2003 al 30 giugno 2010 è stato ministro presidente della Bassa Sassonia.

### Presidente federale della Germania
Il 3 giugno 2010 venne indicato da Angela Merkel (non in qualità di cancelliera federale, ma in quanto presidente del partito della CDU) quale candidato per la CDU alla carica di Presidente federale della Germania per le elezioni presidenziali del 2010, dopo che Horst Köhler si era dimesso il 31 maggio.
Il 30 giugno 2010 viene eletto presidente federale della Germania al terzo scrutinio. A seguito delle controversie giudiziarie in cui è incorso, si dimetterà da tale carica il 17 febbraio 2012.
| Candidato   | Candidato       | Partito nominante | Primo turno | Primo turno | Secondo turno | Secondo turno | Terzo turno | Terzo turno |
| Candidato   | Candidato       | Partito nominante | Voti        | Percentuale | Voti          | Percentuale   | Voti        | Percentuale |
| ----------- | --------------- | ----------------- | ----------- | ----------- | ------------- | ------------- | ----------- | ----------- |
|             | Christian Wulff | CDU, CSU, FDP     | 600         | 48,3        | 615           | 49,7          | 625         | 50,2        |
|             | Joachim Gauck   | SPD, Grüne        | 499         | 40,2        | 490           | 39,6          | 494         | 39.7        |
|             | Luc Jochimsen   | Linke             | 126         | 10,1        | 123           | 9,6           | ritirato    | ritirato    |
|             | Frank Rennicke  | NPD               | 3           | 0,2         | 3             | 0,2           | ritirato    | ritirato    |
| Astenuti    | Astenuti        | Astenuti          | 13          | 1,0         | 7             | 0,6           | 121         | 9,7         |
| Voti validi | Voti validi     | Voti validi       | 1241        | 99,8        | 1238          | 99,5          | 1240        | 99,7        |
| Affluenza   | Affluenza       | Affluenza         | 1242        | 99,8        | 1239          | 99,6          | 1242        | 99,8        |

## Controversie giudiziarie

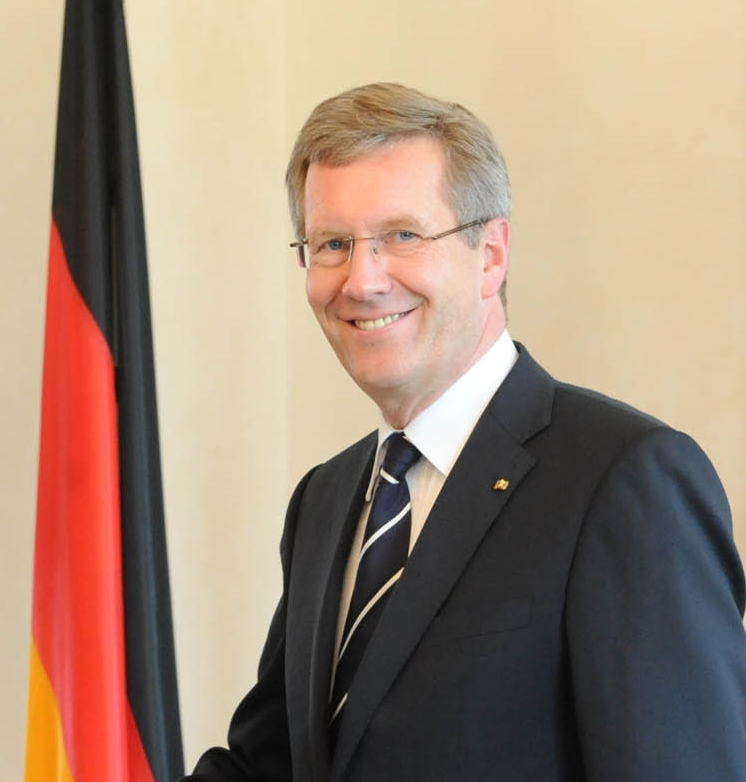
Christian Wulff nel 2010.

Il 13 dicembre 2011 il popolare tabloid Bild ha pubblicato la notizia di un finanziamento di 500.000 euro, un mutuo a tasso agevolato del 4%, che Wulff avrebbe ottenuto da un amico, Egon Geerkens, imprenditore, per la realizzazione di un appartamento in Bassa Sassonia, in cambio di favori. Secondo quanto emerso nei giorni successivi, Wulff avrebbe inoltre fatto pressioni sul giornale per evitare la pubblicazione della notizia. Il presidente ha ammesso una telefonata al direttore del giornale e l'esistenza del prestito, ma si è giustificato sostenendo di non aver violato alcuna legge. Bild ha denunciato pure che un altro imprenditore, produttore cinematografico, David Groenewold, ha avuto favori dal presidente tedesco, quando era governatore della Bassa Sassonia. L'imprenditore Groenewold è proprietario di una holding, la Odeon Ag che ha sede a Monaco di Baviera. Nel 2007, Groenewold fondò ad Hannover, capoluogo della Bassa Sassonia, la società Waterfall Productions, che ottenne una fidejussione di oltre 4 milioni di euro proprio dalla regione, una società la Waterfall Production che non è mai esistita. È stato successivamente reso noto che Groenewold ha anche pagato a Wulff alcuni giorni di soggiorno in un albergo dell'isola di Sylt.
La vicenda assume rilievo politico: inizialmente il cancelliera Angela Merkel e la coalizione di governo hanno difeso Wulff dalle accuse, ma dopo che il 16 febbraio 2012 la procura di Hannover ha chiesto la revoca dell'immunità prevista per il capo dello Stato, diversi esponenti di maggioranza hanno mostrato disagio per la situazione. Questo fatto ha portato Wulff a rassegnare le proprie dimissioni. Il 27 febbraio 2014 è stato assolto dal Tribunale di Hannover dall'accusa di corruzione.